# Bolivia en los Juegos Olímpicos de Atenas 2004
Bolivia estuvo representada en los Juegos Olímpicos de Atenas 2004 por un total de 7 deportistas, 4 hombres y 3 mujeres, que compitieron en 5 deportes.
La portadora de la bandera en la ceremonia de apertura fue la atleta Giovana Irusta. El equipo olímpico boliviano no obtuvo ninguna medalla en estos Juegos.